# Puszcza Romincka
Romincka Skoven (polsk: Puszcza Romincka, litauisk: Romintos giri), også kendt som Krasny Les (russisk:  Красный лес) eller Rominte Hede (tysk: Rominter Heide), er et stort skov- og hedelandskab, der strækker sig fra den sydøstlige del af Kaliningrad Oblast til den nordøstlige del af voivodskabet Warmińsko-mazurskie i Polen.

## Etymologi
De polske og tyske navne på skoven er afledt af litauisk stavelse rom, der betyder rolig, og skoven ligger i området kaldet Lille Litauen. Det russiske navn, Krasnyy Les, betyder "Rød Skov".

## Geografi
Romincka-landskabets samlede areal er ca. 250 km² der strækker sig fra de Masuriske Søer i sydvest op til grænsen til Litauen ved søen Vištytis i Øst. Den sydlige polske del (ca. en tredjedel af arealet) omfatter et beskyttet område kendt som Puszcza Romincka Landskabspark.

## Flora
Skoven er en del af den Centraleuropæiske blandede skove økoregion. Træerne i den polske del af skoven er 40% gran, 22% eg, 19% fyr, 11% birk, 6% elletræer og 2% lind og andre arter. Almindelige plantesamfund omfatter Tilio-Carpinetum-skov på tør grund, der er sammensat af eg, gran, lind, ask, el, ahorn, elm, avnbøg og birk. Underskov er generelt sparsom. Fraxino-Alnetum skov findes i sumpede områder med el, gran, lind, ask og sjældnere el. Underetages buske omfatter fuglekirsebær (Prunus padus), hassel, gyldenrose og træer af kronetræer. Skvalderkål (Aegopodium podagraria) og brændenælde (Urtica dioica) er almindelige.